# Симо Матавуљ
Симо Матавуљ (Шибеник, 12. септембар 1852 — Београд, 20. фебруар 1908) био је српски књижевник, професор и академик. Матавуљ је био истакнути српски писац из Далмације и први председник Удружења књижевника Србије. Матавуљ припада епохи реализма а његова најпознатија дела су роман Бакоња фра Брне и приповетка Пилипенда.

## Биографија
Симо Матавуљ је рођен у Шибенику 12. септембра (31. августа по јулијанском календару) 1852. године. Био је један од петоро деце шибенског трговца Стевана Матавуља и Симеуне Матавуљ (рођене Трива). У Шибенику је завршио основну школу на италијанском и српском језику, као и нижу гимназију. Затим одлази у манастир Крупу код свога стрица, игумана Серафима, али, изгубивши вољу за манастирским животом, одлази у задарску учитељску школу, коју завршава 1871. године.
До прелаза у Црну Гору, 1881, он је учитељ у разним далматинским селима и наставник Српске поморске закладне школе у Србини код Херцег Новог. У Црној Гори је био наставник гимназије, надзорник школа, уредник службених новина и наставник кнежеве деце. Путовао је у Милано и Париз као вођа једне групе црногорских младића који су одлазили на школовање. Том приликом је у Паризу остао неколико месеци. У Србију прелази 1887. године (најпре у Зајечар, а потом у Београд), где ради као наставник гимназије и чиновник пресбироа. У Црну Гору одлази још једанпут да би био учитељ кнежевима Данилу и Мирку, али се убрзо враћа у Србију.
Био је ожењен Милицом наставницом београдске Више женске школе. Супруга је умрла марта 1893. године, у првој години њиховог, како се говорило "срећног брака". Умро је неутешни Симо у Београду 20. фебруара (8. фебруара по јулијанском календару) 1908. године.
Био је редовни члан Српске краљевске академије од 30. јануара 1904.

## Књижевни рад
Матавуљ се у књижевности први пут јавља на Цетињу у службеним црногорским новинама са једном историјском причом, коју је написао поводом веридбе кнеза Петра Карађорђевића са кнегињом Зорком, а на подстицај и према казивању самога кнеза Николе. Затим је прешао на оригинално стварање и до смрти радио врло живо на приповеци и роману. Написао је око седамдесет приповедака и новела, махом објављених у засебним збиркама, као: „Из Црне Горе и Приморја“, „Из приморског живота“, „Из београдског живота“, „Из разнијех крајева“, „С мора и с планине“, „Са Јадрана“, „Приморска обличја“, „Београдске приче“, „Живот и немирне душе“, поред још неколико приповедака објављених у посебним издањима. Написао је и два романа: „Ускок“ и „Бакоња фра Брне“. Поред тога, Матавуљ је оставио и неколико свезака путописа, успомена и књижевних чланака разне садржине („Бока и Бокељи“, „Десет година у Мавританији“ итд.). Најзначајније му је дело из те области „Биљешке једног писца“, врста аутобиографије, писана живим, пластичним стилом и проницљивим посматрачким даром. Матавуљ је још написао и две драме: „3авјет“ и „На слави“, — прва са предметом из дубровачког, а друга из београдског живота. Он је и преводио са страних језика, највише са француског: „На води“ од Мопасана, „Сан“ од Золе, „Пучанин као властелин“ и „Мизантроп“ од Молијера, „Зимске приче“ од Вогиеа.
По природи трезвен и опрезан дух, Матавуљ је почео да пише тек у зрелијим годинама. Он је поступно али енергично изграђивао свој таленат, трудећи се да недостатке свога уског школовања надокнади личним усавршавањем. Он чита не само француске и италијанске књижевнике већ и научнике и мислиоце. Поред великог књижевног образовања, којим је надмашио све раније приповедаче, он стиче и широко познавање историје и филозофије. Уколико се више ширио видик његова сазнања и његово животно искуство, утолико је пуштао маха своме таленту. У своје време, Матавуљ је био један од најобразованијих и „најевропскијих“ српских писаца.
До Матавуља, наши писци се развијају поглавито под утицајем руске, немачке и мађарске књижевности; од њега почиње и сасвим превлађује романски утицај, нарочито француски. Матавуљ је највише читао и преводио француске реалисте и натуралисте; на њиховим делима је развио укус и учио вештину писања. Нарочито је волео и читао Золу и Гија де Мопасана, и по њиховим узорима почео и сам писати. Он је од француских натуралиста научио да оштро, објективно и савесно посматра живот и потом уноси у дело, У својим „Биљешкама“ он то изрично вели и објашњава како он схвата француски књижевни реализам, који се не састоји у грубом копирању живота, већ је писцу дозвољено да преиначи детаље и складно повеже према вишем уметничком циљу у границама стварности. До њега, наши се писци никада нису сасвим отргли од романтичарских склоности; тек је Матавуљ потпун и чист реалиста. Он је у приповеци доследно спровео идеје европског књижевног реализма, трудећи се да хладно и објективно описује живот, без узбуђења и тенденција, увек на основи образаца из стварног живота. Тако је Матавуљ створио најбогатију и најразноврснију галерију националних типова, оштро и тачно извајаних према животу. Док су остали српски приповедачи приказивали живот само у уском видику свога краја, Матавуљ описује разне српске крајеве и људе из разних друштвених слојева. Он описује Далмацију као и Црну Гору и Београд, сељаке и морнаре као и грађане и интелектуалце. Најбоља су му дела „Ускок“ и „Бакоња фра Брне“. У првом слика патријархални морал и витештво горштака из црногорског крша, а у другом приморске сељаке и фрањевце једног католичког манастира из Приморја, на основи личних утисака и успомена из свога ђаковања у манастиру. „Бакоња фра Брне“ је писан ведрим и добродушним хумором, са дискретном подругљивошћу према светим људима, но без сарказма и тенденција, слично поступку Анатола Франса, чија је дела ценио и кога је и лично познавао. То је његово најбоље дело, препуно хумора, живописности и проницљиве психологије. То је, уједно, и један од најбољих романа српске књижевности. Најпознатија његова приповетка је „Пилипенда“, која описује унијаћење Срба из Петровог поља у Далмацији.
Матавуљ се одликује оштрим и трезвеним посматрањем живота, способношћу да запази и одабере карактеристике лица и ситуација, да то каже занимљиво, неусиљено и једноставно. Он не измишља ни фабулу ни епизоде, нити их развија према сопственим афектима и расположењима. Лица и догађаје тражи у животу, управо у спољном животу, у ономе што је доступно чулним опажањима, и догађаје развија у границама животних могућности. Он је од француских натуралиста примио оно што се могло технички савладати и примити разумом, али код њега нема ни Золине трагике ни Мопасанова артизма. Због тога у његовим новелама нема поезије и дубљег и сложенијег унутрашњег живота, нема правог уметничког склада у целинама. Његовим делима оскудева машта и лиризам. Те своје недостатке, који су му сметали да постане писац шире публике, надокнадио је својим великим књижевним образовањем, које га је учинило популарним код књижевно образоване публике.

## Дјела
- Ноћ уочи Ивање, Задар, 1873.
- Наши просјаци, Задар, 1881.
- Из Црне Горе и Приморја I, Нови Сад, 1888.
- Из Црне Горе и Приморја II, Цетиње, 1889.
- Ново оружје, Београд, 1890.
- Из приморског живота, Загреб, 1890.
- Са Јадрана, Београд, 1891.
- Из београдског живота, Београд, 1891.
- Бакоња фра-Брне, Београд, 1892.
- Ускок, Београд, 1893.
- Из разнијех крајева, Мостар, 1893.
- Бока и Бокељи, Нови Сад, 1893.
- Приморска обличја, Нови Сад, 1899.
- Десет година у Мавританији, Београд, 1899.
- Три приповетке, Мостар, 1899.
- На прагу другог живота, Сремски Карловци, 1899.
- С мора и планине, Нови Сад, 1901.
- Београдске приче, Београде, 1902.
- Пошљедњи витезови и Сврзимантија, Мостар, 1903.
- Живот, Београд 1904.
- На слави, Београд, 1904.
- Завјет, Београд, 1904.
- Цар Дуклијан, Мостар, 1906.
- Немирне душе, Београд, 1908.
- Биљешке једнога писца, Београд, 1923.
- Голуб Добрашиновић